# Thomas James (Bibliothekar)

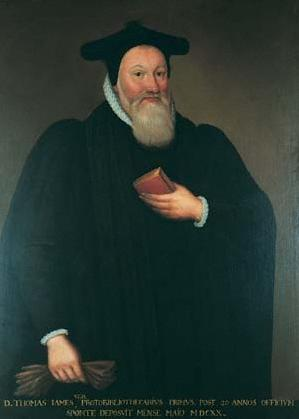
Thomas James (Gemälde wird Gilbert Jackson zugeschrieben)

Thomas James (* 1572 in Newport (Isle of Wight); † August 1629 in Oxford) war ein britischer Bibliothekar, Übersetzer und Geistlicher der Church of England.

## Leben

### Herkunft und Ausbildung
Über Thomas James’ familiäre Hintergründe ist wenig bekannt. Seine Eltern wurden nach James’ Aussagen unter Königin Maria I. aus England vertrieben. James’ ältere Schwester Mary heiratete Thomas Fleming, der später zum Lord Chief Justice of England and Wales ernannt wurde und der im Jahr 1586 seinem damals dreizehnjährigen Schwager einen Platz am Winchester College verschaffte. An diesem Internat schloss James seine Schulbildung ab und wurde am 30. Juni 1591 am New College der University of Oxford zum Studium zugelassen, allerdings entsprechend den damaligen Zugangsbeschränkungen nur auf Bewährung. Etwa sieben Monate später erfolgte die ordentliche Immatrikulation und im Sommer des Folgejahres wurde James bereits zum Mitglied des New College gewählt.

### Bibliothekarische Tätigkeit
Bereits vor seinem Studienabschluss als Magister artium im Februar 1599 hatte James einige Übersetzungen veröffentlicht, darunter von Antonio Brucioli und Guillaume du Vair. In seiner 1599 erschienenen Neuauflage von Richard Aungervilles Philobiblon, die er Thomas Bodley widmete, zeigt James sein Interesse für Bibliografie, da er dem Werk eine Liste der erwähnten Manuskripte beifügte. Im selben Jahr wandte sich Bodley schriftlich an James und bat ihm den Posten als Direktor der neu gegründeten Bodleian Library an.
In den zwei folgenden Jahren arbeitete James an einem Katalog aller Manuskripte der Bibliotheken in Oxford und Cambridge sowie an der Neuordnung und Transkription der Statuten der University of Oxford. Obwohl James entgegen der von Bodley entworfenen Betriebsverfassung zu heiraten gedachte, wurde er am 13. April 1602 zum Bodley’s Librarian ernannt und erhielt eine Gehaltserhöhung. Diese hatte jedoch kaum Auswirkungen, da James mit seiner Heirat im Oktober 1602 die Mitgliedschaft im New College aufgeben musste und somit wieder einen Teil seines Einkommens verlor.
James’ polemische Schriften gegen die römisch-katholische Kirche führten dazu, dass König Jakob I., dessen Ehefrau kurz nach der Heirat zum Katholizismus konvertiert war, vorübergehend seine Förderungen einstellte und James von Thomas Bodley zur Mäßigung gemahnt wurde. Dennoch setzte sich Bodley stark dafür ein, dass James in den Folgejahren zum Kaplan unter Richard Bancroft und später dessen Nachfolger George Abbot wurde.
Mit einigen Gleichgesinnten begann James am 1. Juli 1610, an einem Forschungsprojekt zur Geschichte der Church of England zu arbeiten, das jedoch schon zwei Jahre später vorzeitig abgebrochen werden musste, da es der Bodleian Library an dem nötigen Geld mangelte. Möglicherweise im Zuge weiterer finanzieller Engpässe entwarf Thomas James im Herbst desselben Jahres eine Art Pflichtexemplar-Regelung, die am 12. Dezember 1610 mit der Worshipful Company of Stationers and Newspaper Makers auf der einen und der University of Oxford auf der anderen Seite vertraglich besiegelt wurde. Als zwischen 1613 und 1619 neue Räumlichkeiten für die Bodleian Library errichtet wurden, hatte Thomas James neben Sir Henry Savile das Recht, jene Autoren und Inhalte auszuwählen, die auf den Fresken dargestellt werden sollten.
Im Jahr 1620 trat Thomas James aus gesundheitlichen Gründen von seiner Position als Bodley’s Librarian zurück und beschäftigte sich zunehmend mit der Kollation von Manuskripten der Kirchenväter, deren absichtliche Verfälschung durch katholische Gelehrte er beweisen wollte. Nicht zuletzt zu diesem Zweck brachte James wohl auch seinen Neffen Richard als Bibliothekar bei Sir Robert Bruce Cotton unter, der schließlich auch dem Onkel Zugang zu seiner umfangreichen Privatbibliothek gewährte. Ein Projekt, das James 1626 in Oxford präsentierte und demzufolge sich eine Gelehrtenkommission mit der Originalgestalt der Texte befassen sollte, fand unter den englischen Bischöfen jedoch nur wenig Anklang. Zu den wenigen Befürwortern zählte James Ussher, damals Bischof in Meath, bei dem sich James brieflich über das Scheitern seines Vorhabens beklagt.
Thomas James starb im August 1629 und wurde in der Kapelle des New College beigesetzt, dessen Mitglied er bis 1602 gewesen war.

## Schriften (Auswahl)
Zahlreiche von James’ Schriften sind für wissenschaftliche Institutionen über die Online-Plattform Early English Books Online (EEBO) zugänglich.

### Übersetzungen und Neuauflagen
- Antonio Brucioli: A commentary upon the Canticle of Canticles. (Originaltitel: Annotationi sopra i proverbii di Salamo.). London: Field 1598.
- Guillaume du Vair: The moral philosophie of the Stoicks. Written in French, and englished for the benefit of them which are ignorant of that tongue (Originaltitel: La philosophie morale des Stoiques). London: Thomas Man 1598.
- John Wyclif, Thomas James (Hrsg.): Tvvo short treatises, against the orders of the begging friars, compiled by that famous doctour of the Church, and preacher of Gods word John Wickliffe, sometime fellow of Merton, and master of Ballioll Coll. Oxford: Joseph Barnes 1608.
- John Wyclif: A treatise of the corruption of Scripture, councels, and fathers, by the prelats [sic!], pastors, and pillars of the Church of Rome, for maintenance of popery and irreligion. London: Mathew Lownes 1611.
- John Wyclif: The Iesuits downefall. Oxford 1612.

### Kataloge
- Ecloga Oxonio-Cantabrigiensis. London: Geor. Bishop & Io. Norton 1600 (Digitalisat).
- Catalogus librorum bibliothecæ publicæ quam vir ornatissimus Thomas Bodleius eques auratus in Academia Oxoniensi nuper instituit. Oxford: Joseph Barnes 1605.

### Monographien
- Bellum papale, sive Concordia discors Sixti V. et Clementis VIII. circa Hieronymianam editionem. London: Bishop, Newberie und Barker 1600 (Digitalisat).
- The humble supplication of Thomas James student in divinitie and keeper of the publike librarie at Oxford, for reformation of the ancient Fathers Workes, by Papists sundrie wayes depraved. London: John Windet s. a.
- Bellum Gregorianum siue Corruptionis Romanæ in operibus D. Gregorii M. Oxford: Joseph Barnes 1610.
- An explanation or enlarging of the ten articles in the supplication. Oxford: John Lichfield and William Turner 1625.
- Vindiciae Gregorianae sive restitutus innumeris paene locis Gregorius M. Genf: P. et J. Chouet 1625 (Digitalisat).
- Index generalis librorum prohibitorum à pontificiis. Oxford: William Turner 1627.